# حشره‌خوار خانگی آسیایی
حشره‌خوار خانگی آسیایی (نام علمی: Suncus murinus) نام یک گونه از تیره حشره‌خوار است.